# Weyhausen
Weyhausen es un municipio situado en el distrito de Gifhorn, en el estado federado de Baja Sajonia (Alemania), a una altitud de 56 metros. Su población a finales de 2016 era de unos 2450 habitantes y su densidad poblacional, 300 hab/km².
Se encuentra ubicado a poca distancia al oeste de la frontera con el estado de Sajonia-Anhalt, y muy cerca de las ciudades de Brunswick y Wolfsburgo.